# Элльце
Элльце (нем. Ellzee) — община в Германии, в земле Бавария. 
Подчиняется административному округу Швабия. Входит в состав района Гюнцбург. Подчиняется управлению Ихенхаузен.  Население составляет 1129 человек (на 31 декабря 2010 года). Занимает площадь 14,77 км².